# Michal Kohout
Michal Kohout (* 8. března 1964 Praha) je český architekt a vysokoškolský pedagog. Je rovněž spoluzakladatelem nakladatelství Zlatý řez a spoluautorem publikací o architektuře.

## Život
Studoval architekturu na Fakultě architektury ČVUT a Akademii výtvarných umění v Praze. Pracoval architektonických ateliérech v České republice, Velké Británii a Španělsku. V 1992 byl spoluzakladatelem architektonického ateliéru Jiran Kohout Bouřil Máslo. V letech 1995–2012 byl společníkem kanceláře Jiran Kohout architekti. Od roku 2012 působí v ateliéru UNIT architekti.
Působí jako pedagog na fakultě architektury ČVUT, kde je od roku 2012 vedoucím Ústavu nauky o budovách a garantem programu bydlení. Vede zde ateliér (s Davidem Tichým) a výuku cyklu soubory staveb na Ústavu urbanismu. V roce 2011 habilitoval přednáškami Energie - struktura - smysl.
Je spoluzakladatelem nakladatelství Zlatý řez a výzkumné organizace Centrum kvality bydlení.

## Dílo

### Jiran Kohout architekti
- 2012 Obytný soubor Na Vackově - Alfarezidence, Praha,
- 2011 Rodinný dům ve Vonoklasech, Středočeský kraj,
- 2011 Polyfunkční městský blok Hraničář, Ústí nad Labem,
- 2007 Rodinný dům v Křeslicích, Křeslice, Praha,
- 2006 Rodinný dům Záhrabská, Vráž,
- 2005 Vrátnice pro posádky Letiště - Praha, Praha,
- 2004 Rekonstrukce a dostavba Moderní galerie AVU, Praha,
- 2002 Dům s pečovatelskou službou, Úvaly,
- 2001 Komunitní centrum sv. Prokopa, Praha,
- 2000 Rekonstrukce a dostavba radnice, České Budějovice,
- 1997 Obchodní centrum IPS, Praha,

## Spisy

### Autor publikací
- KOHOUT, Michal. Energie - struktura - smysl : poznámky k výuce architektonického návrhu. Praha: České vysoké učení technické, 2011. 27 s. Dostupné online. ISBN 978-80-01-04821-4. (česky, anglicky)
- KOHOUT, Michal. Můj dům, naše ulice : individuální bydlení a jeho koordinovaná výstavba. Praha: Zlatý řez, 2014. 129 s. ISBN 978-80-87068-11-3.

### Editor publikací
- KOHOUT, Michal; TEMPL, Stephan; ŠLAPETA, Vladimír. In:  Praha : Architektura XX. století. Praha: Zlatý řez, 1998 (2. vydání). ISBN 80-901562-3-1.
- ZATLOUKAL, Pavel; KOHOUT, Michal; TEMPL, Stephan. In:  Česká republika - architektura XX. století. Morava a Slezsko. Praha: Zlatý řez, 2005. ISBN 80-902810-2-8.
- KOHOUT, Michal; ŠVÁCHA, Rostislav. In:  Česká republika - moderní architektura. Čechy. Praha: Zlatý řez, 2014. ISBN 978-80-903826-0-2.